# Romance dos Três Reinos
O Romance dos Três Reinos (chinês tradicional: 三國演義; chinês simplificado: 三国演义; pinyin: sānguó yǎnyì), livro escrito por Luo Guanzhong no século XIV, é um romance histórico chinês baseado em eventos dos anos turbulentos próximos do fim da Dinastia Han e da era dos Três Reinos da China, começando em 169 e terminando com a reunificação do reino em 280.
A história (em parte, histórica; em parte, lendária; em parte, mítica) romantiza e dramatiza a vida dos senhores feudais (e seus apoiadores) que tentaram substituir a declinante dinastia Han ou restaurá-la. Embora a novela possua centenas de personagens, o seu foco são os três blocos de poder que emergiram com o fim da dinastia Han, e que constituiriam os estados de Cao Wei, Shu Han e Wu Oriental. A novela descreve as intrigas e batalhas entre os três estados em busca da supremacia ao longo de quase cem anos. 
É aclamado como um dos Quatro Grandes Romances Clássicos da literatura chinesa, com um total de 800 000 palavras, quase mil personagens, a maioria históricos, em 120 capítulos. Está entre as mais aclamadas obras de literatura da China, e a sua influência literária na China foi comparada aos trabalhos de Shakespeare em relação à literatura inglesa. É a mais lida novela histórica do período final da China imperial e da China contemporânea.

## Visão geral
Mitos a respeito da era dos Três Reinos já existiam como tradição oral antes das compilações escritas. Com seu foco na história dos hanes, as histórias cresceram em popularidade durante o reinado dos imperadores mongóis da dinastia Yuan. Durante a posterior dinastia Ming, o interesse em peças de teatro e novelas resultou em ainda maior difusão das histórias entre o povo. 
O primeiro trabalho escrito que combinou essas histórias foi Sanguozhi Pinghua (chinês simplificado: 三国志平话; chinês tradicional: 三國志平話; pinyin: Sānguózhì Pínghuà; literalmente: "História dos registros dos Três Reinos"), publicado em algum ponto entre 1321 e 1323. Esta versão combinou temas de lenda, magia e moralidade que atraíam as pessoas comuns, que não tinham conhecimento de chinês literário. Elementos de reencarnação e carma faziam parte dessa versão da história. 

### Expansão da história
O Romance dos Três Reinos é, tradicionalmente, atribuído a Luo Guanzhong,  um dramaturgo que viveu em um período entre 1315 e 1400 (final da dinastia Yuan e início da dinastia Ming). Ele era conhecido por compilar peças de teatro comuns na dinastia Yuan. Foi impresso pela primeira vez em 1522 como Sanguozhi Tongsu Yanyi (三國志通俗演義/三国志通俗演义), numa edição que teve um prefácio talvez falso de 1494. O texto pode ter circulado antes de ambas as datas através de manuscritos.
De qualquer forma, tenha o livro sido escrito numa data anterior ou posterior,  tenha sido Luo Guanzhong o autor ou não, o autor fez uso de registros históricos disponíveis, incluindo os "Registros dos Três Reinos" compilados por Chen Shou, que cobrem eventos desde a Revolta dos Turbantes Amarelos em 184 até a unificação dos Três Reinos sob a dinastia Jin em 280. A novela também inclui materiais poéticos da época da dinastia Tang, óperas da época da dinastia Yuan e interpretações pessoais de elementos como virtude e legitimidade. O autor combinou seu conhecimento histórico com seu dom de contar histórias e conseguiu criar uma rica variedade de personagens.

### Recensões e texto padronizado
Muitas versões do Sanguozhi expandido existem hoje. A versão de Luo Guanzhong em 24 volumes, conhecido como Sanguozhi Tongsu Yanyi, é conservada hoje na Biblioteca de Xangai na China, na Biblioteca Central de Tenri no Japão, e em várias outras bibliotecas importantes. Várias recensões de dez, doze e vinte volumes da obra de Luo Guanzhou, confeccionadas entre 1522 e 1690, também são conservadas em várias bibliotecas pelo mundo. Entretanto, o texto padrão conhecido pela maioria das pessoas é uma recensão de Mao Lun e seu filho Mao Zonggang.
Na década de 1660, durante o reinado do imperador Kangxi, da dinastia Qing, Mao Lun e Mao Zonggang editaram significativamente o texto, encaixando-o em 120 capítulos, e abreviando o título para  Sanguozhi Yanyi. O texto foi reduzido de  900 000 para 750 000 caracteres; foi feita significativa edição para melhorar o fluxo da narrativa; o uso de poemas de terceiros foi reduzido, e foi alterado seu formato tradicional de versos para um formato menor; e a maioria das passagens que louvavam os conselheiros e generais de Cao Cao foi removida. Há muito, os acadêmicos debatem se o ponto de vista de Mao é anti-Qing (identificando os sobreviventes da dinastia Ming do Sul com Shu-Han) ou pró-Qing.
As famosas linhas de abertura da novela, "o império, há muito tempo dividido, precisa ser reunificado; há muito tempo unido, precisa ser dividido. Sempre foi assim" (话说天下大事．分久必合，合久必分), que há muito tempo se pensavam fazer parte da introdução e da filosofia cíclica de Luo, foram, na verdade, adicionadas pelos Maos na sua substancialmente revisada edição de 1679. Nenhuma das edições anteriores continha essa frase. Mao também adicionou o poema "Os imortais do rio", de Yang Shen, como o famoso poema introdutório (que começa com "As águas jorrantes do Rio Yangtzé se derramam e desaparecem no leste") (滚滚长江东逝水) da novela. As edições iniciais também gastam menos tempo com o processo de divisão, o qual elas acham doloroso, e gastam muito mais tempo com o processo de reunificação e a luta dos heróis que se sacrificam por ele.

## Sinopse
Uma das maiores conquistas de "Romance dos três reinos" é a extrema complexidade de suas histórias e personagens. A novela contém numerosas subtramas. A seguir, um resumo do enredo central da novela e alguns conhecidos destaques da mesma: 

### Revolta dos Turbantes Amarelos e os Dez Eunucos
Nos anos finais da dinastia Han do Leste, eunucos traiçoeiros e 
oficiais malfeitores enganaram o imperador e perseguiram os oficiais honestos. O governo, gradualmente, se tornou extremamente corrupto em todos os seus níveis, levando à ampla deterioração do império Han. Durante o reinado do imperador Lingdi, a Revolta dos Turbantes Amarelos eclodiu, sob a liderança de Zhang Jiao. 
A rebelião foi suprimida incompletamente pelas forças imperiais lideradas pelo general He Jin. Com a morte do imperador Lingdi, He Jin instalou o jovem Shao no trono e assumiu o controle do governo central. Os Dez Eunucos, um  grupo de influentes eunucos da corte, temendo que He Jin estivesse se tornando muito poderoso, o atraíram para o palácio e o assassinaram. Em vingança, os apoiadores de He Jin invadiram o palácio e mataram indiscriminadamente qualquer pessoa que se parecesse com um eunuco. No caos que se seguiu, Shao e seu mais jovem meio-irmão Xiandi desapareceram do palácio.

### A tirania de Dong Zhuo
O imperador e o príncipe desaparecidos foram encontrados por soldados do chefe militar Dong Zhuo, que adquiriu o controle sobre a capital imperial, Luoyang, sob o pretexto de proteger o imperador. Em seguida, Dong Zhuo depôs o imperador Shao e o substituiu pelo príncipe de Chenliu (imperador Xian), que era apenas um governante títere sob seu controle. Dong Zhuo monopolizou o poder estatal, perseguiu seus inimigos políticos e oprimiu o povo a troco de ganho pessoal. Houve dois atentados contra sua vida: o primeiro por um oficial militar, Wu Fu (伍孚), que falhou e sofreu uma morte horrível; o segundo por Cao Cao, que falhou e teve de fugir.
Cao Cao fugiu de Luoyang, retornou a sua cidade natal e enviou vários editos falsos convocando oficiais regionais e chefes militares a marchar contra Dong Zhuo. Sob a liderança de Yuan Shao, dezoito chefes militares formaram um exército de coalizão e lançaram uma campanha punitiva contra Dong Zhuo. Este se sentiu ameaçado após perder as batalhas do Passo de Sishui e do Passo de Hulao. Dong Zhuo evacuou Luoyang e transferiu a capital para Changan. Ele forçou os residentes de Luoyang a acompanhá-lo e ateou fogo à cidade. A coalizão acabou por se fragmentar devido a falta de liderança e interesses conflitantes entre seus membros. Enquanto isso, em Changan, Dong Zhuo foi traído e assassinado por seu filho adotivo Lü Bu por causa de uma disputa acerca da serva Diaochan, o que era parte de uma intriga orquestrada pelo ministro Wang Yun.

### Conflito entre os vários chefes militares e nobres
Enquanto isso, o império Han já se desintegrava em uma guerra civil, com os chefes militares disputando território e poder. Sun Jian encontrou o selo imperial nas ruínas de Luoyang e o guardou secretamente consigo. Yuan Shao e Gongsun Zan estavam em guerra no norte enquanto Sun Jian e Liu Biao combatiam no sul. Outros como Cao Cao e Liu Bei, que não tinham inicialmente títulos ou terras, foram gradualmente formando seus próprios exércitos e assumindo o controle de territórios. 
Durante esses tempos de revolta, Cao Cao salvou o imperador Xian das forças remanescentes de Dong Zhuo, estabeleceu a nova capital imperial em Xu e se tornou o novo líder do governo central. Ele derrotou chefes militares rivais como Lü Bu, Yuan Shu e Zhang Xiu em uma série de guerras na China central antes de conseguir uma vitória decisiva contra Yuan Shao na batalha de Guandu. Através dessas conquistas, Cao Cao uniu o centro e o norte da China sob seu comando. Os territórios que ele conquistou serviriam de base para a criação do estado de Cao Wei no futuro.

### Sun Ce constrói uma dinastia em Jiangdong
Enquanto isso, uma emboscada tirou a vida de Sun Jian na batalha de Xiangyang contra Liu Biao. Seu filho mais velho, Sun Ce, entregou o selo imperial como um tributo ao novo pretendente, Yuan Shu, em troca de reforços. Sun Ce assegurou, a si próprio, um estado nas ricas terras fluviais de Jiangdong, na região de Wu, onde o estado de Wu Oriental viria a ser fundado posteriormente. Tragicamente, Sun Ce também morreu no auge de sua carreira, devido ao pavor gerado por seu encontro com o fantasma de Yu Ji, um respeitado mago que ele havia acusado falsamente de heresia e matado por ciúme. Entretanto, Sun Quan, seu irmão mais jovem e sucessor, provou ser um governante capaz e carismático. Com a assistência de Zhou Yu, Zhang Zhao e outros, Sun Quan inspirou talentos ocultos como Lu Su a servi-lo, acumulou poder militar e manteve a estabilidade em Jiangdong.

### Ambição de Liu Bei
Liu Bei e seus irmãos de juramento Guan Yu e Zhang Fei juraram lealdade ao império Han no Juramento do Jardim de Pêssegos, e prometeram fazer o melhor pelo povo. Entretanto, suas ambições não foram cumpridas pois eles não receberam a devida recompensa por ter ajudado a suprimir a Rebelião dos Turbantes Amarelos e por ter participado da campanha contra Dong Zhuo. Depois que Liu Bei sucedeu a Tao Qian como governador da província de Xu, ele ofereceu abrigo a Lü Bu, que acabara de ser derrotado por Cao Cao. Entretanto, Lü Bu traiu seu anfitrião, assumiu o controle da província e atacou Liu Bei. Liu Bei juntou suas forças com as de Cao Cao e derrotou Lü Bu na batalha de Xiapi. Liu Bei, então, seguiu Cao Cao de volta à capital imperial Xu, onde o imperador Xian o honrou como seu "Tio Imperial". Quando Cao Cao deu sinais de que queria usurpar o trono, o imperador Xian escreveu um decreto secreto em sangue a seu sogro Dong Cheng e o ordenou se livrar de Cao. Secretamente, Dong Cheng contactou Liu Bei e outros e eles planejaram matar Cao Cao. No entanto, o plano foi descoberto e Cao Cao mandou prender Dong Cheng e os outros, bem como suas famílias, e os executou.
Liu Bei já havia deixado a capital imperial quando o plano foi descoberto. Ele retirou o controle da província de Xu das mãos de Che Zhou, o novo governador que havia sido indicado por Cao Cao. Em retaliação, Cao Cao atacou a província de Xu e derrotou Liu Bei, forçando-o a se abrigar sob a proteção de Yuan Shao por um certo tempo. Eventualmente, Liu Bei deixou Yuan Shao e estabeleceu uma nova base no condado de Runan, onde ele foi derrotado por Cao Cao novamente. Ele recuou para o sul, para a província de Jing, onde ficou sob a proteção do governador Liu Biao. Liu Biao deu, a Liu Bei, a responsabilidade de administrar o condado de Xinye. Nesse condado, Liu Bei visitou Zhuge Liang três vezes, e o recrutou como conselheiro. Também preparou seus homens para o combate contra as forças de Cao Cao.  

### Batalha dos Penhascos Vermelhos
Em seguida à sua unificação do centro e do norte da China, Cao Cao, tendo sido apontado grão-chanceler pelo imperador Xian, liderou suas forças numa campanha sulista para eliminar Liu Bei e Sun Quan. Embora Liu Bei conseguisse repelir dois ataques de Cao Cao em Xinye, ele foi eventualmente obrigado a fugir devido ao poder avassalador do inimigo. Ele liderou seus seguidores e os civis num êxodo ainda mais para o sul, até alcançar a prefeitura de Jiangxia.  
Liu Bei enviou Zhuge Liang para se encontrar com Sun Quan e discutir a formação de uma aliança contra Cao Cao. Sun Quan concordou com a aliança e colocou Zhou Yu no comando de seu exército em preparação para a guerra contra Cao Cao. Zhuge Liang permaneceu temporariamente no território de Wu para ajudar Zhou Yu. Este, no entanto, acho que Zhuge poderia se tornar uma ameaça a Sun Quan no futuro e tentou matá-lo em algumas ocasiões, mas sempre acabou falhando e foi forçado a cooperar com ele. As forças de Sun e Liu conseguiram uma vitória decisiva sobre Cao Cao na Batalha dos Penhascos Vermelhos. 
Após a vitória, Sun Quan e Liu Bei começaram a competir pelo controle do sul da província de Jing. Liu foi vitorioso e assumiu o controle dos territórios do general de Cao Cao, Cao Ren. Sun Quan, descontente por não ganhar nada, enviou mensageiros a Liu Bei pedindo que "devolvesse" os territórios para ele, mas Liu Bei dispensou os mensageiros, cada vez com uma desculpa diferente. Sun Quan, no entanto, não estava disposto a ceder, e decidiu seguir o plano de Zhou Yu de enganar Liu Bei, fazendo com que este viesse ao território de Sun Quan e desposasse a irmã deste, Sun Shangxiang. Ele, então, tornaria, Liu Bei, refém, e exigiria, em troca da libertação deste, a posse da província de Jing. Entretanto, o plano falhou e o casal recém-formado voltou são e salvo para a província de Jing. Mais tarde, Zhou Yu morreu de frustração depois que Zhuge Liang repetidamente frustrou seus planos de conquista da província de Jing. 

### Liu Bei assume o controle da província de Yi
As relações entre Liu Bei e Sun Quan se deterioraram após a morte de Zhou Yu, mas não ao ponto de ambos guerrearem entre si. Seguindo o plano de Zhuge Liang, Liu Bei liderou suas forças na diração oeste, rumo à província de Yi, e assumiu o controle das terras do governador Liu Zhang. Nessa altura, Liu Bei tinha o controle de vastas extensões de terra, desde a província de Yi até o sul da província de Jing. Posteriormente, esses territórios serviriam de base para a fundação do estado de Shu Han. Liu Bei se declarou rei de Hanzhong depois de derrotar Cao Cao na campanha de Hanzhong e conquistar a prefeitura de Hanzhong.
Ao mesmo tempo, o imperador Xian concedeu, a Cao Cao, o título de rei vassalo (rei de Wei), ao passo que Sun Quan era conhecido como duque de Wu. No leste da China, as forças de Cao Cao e Sun Quan se enfrentaram em várias batalhas ao longo do rio Yangtzé, incluindo as batalhas de Hefei e Ruxu, mas nenhum lado conseguiu alcançar uma vantagem significativa sobre o adversário. 

### Morte de Guan Yu
Enquanto isso, Sun Quan planejou tomar a província de Jing depois de se cansar das repetidas recusas de Liu Bei em entregar a província. Secretamente, fez as pazes e se aliou a Cao Cao contra Liu Bei. Enquanto Guan Yu, que protegia os territórios de Liu Bei na província de Jing, estava distante atacando Cao Ren na batalha de Fancheng, Sun Quan enviou seu general Lü Meng numa incursão secreta à província de Jing. Guan Yu foi incapaz de capturar Fancheng, então ele recuou. Mas foi, então, pego de surpresa pela invasão de Lü Meng, e constatou que havia perdido o controle da província de Jing. Com a moral do seu exército em queda e as deserções aumentando, Guan Yu e seus homens remanescentes recuaram para Maicheng, onde eles foram encurralados pelas forças de Sun Quan. Em desespero, Guan Yu tentou romper o cerco mas falhou e foi capturado em uma emboscada. Sun Quan o executou depois que Guan Yu se recusou a se render.
Logo após a morte de Guan Yu, Cao Cao morreu vítima de um tumor cerebral em Luoyang. Seu filho e sucessor, Cao Pi, forçou o imperador Xian a abdicar do trono em seu favor, e estabeleceu o estado de Cao Wei para substituir a dinastia Han. Após aproximadamente um ano, Liu Bei se declarou imperador e fundou o estado de Shu Han como uma continuação da dinastia Han. Enquanto Liu Bei planejava vingar Guan Yu, Zhang Fei foi assassinado por seus subordinados enquanto dormia. 

### Batalha de Yiling
Enquanto Liu Bei liderava um grande exército para vingar Guan Yu e retomar a província de Jing, Sun Quan tentava apaziguá-lo oferecendo devolver os territórios sulistas de Jing. As condições de Liu Bei obrigavam-no a aceitar a oferta, mas ele insistiu em vingar seu irmão juramentado. Após algumas vitórias iniciais contra as forças de Sun Quan, uma série de erros estratégicos resultou na derrota estrondosa de Liu Bei na Batalha de Xiaoting/Yiling para as forças lideradas pelo general de Sun Quan, Lu Xun. Inicialmente, Lu Xun perseguiu Liu Bei na retirada deste após sua derrota, mas desistiu da perseguição após ficar preso e ter grande dificuldade para sair do Labirinto de Pedra projetado por Zhuge Liang.
Liu Bei morreu em Baidicheng de doença alguns meses depois. No seu leito de morte, Liu Bei concedeu, a Zhuge Liang, permissão para assumir o trono se seu filho e sucessor, Liu Shan, mostrasse ser um governante incapaz. Zhuge Liang recusou firmemente e jurou permanecer fiel à confiança que Liu Bei tinha depositado nele.

### Campanhas de Zhuge Liang
Depois da morte de Liu Bei, Cao Pi induziu muitas forças, incluindo Sun Quan, um general vira-casaca de Shu chamado Meng Da, as tribos Nanman e Qiang, a atacar Shu, em coordenação com um exército de Wei. Entretanto, Zhuge Liang conseguiu fazer os cinco exércitos recuarem sem derramamento de sangue. Ele também enviou Deng Zhi para fazer as pazes com Sun Quan e restaurar a aliança entre Shu e Wu. Então, Zhuge Liang liderou, pessoalmente, uma campanha sulista contra os Nanman, os derrotou sete vezes, e conquistou o apoio do rei Nanman, Meng Huo.
Depois de pacificar o sul, Zhuge Liang liderou o exército de Shu em cinco expedições militares para atacar Wei como parte de sua missão de restaurar a dinastia Han. Entretanto, seus dias estavam contados, pois ele sofria de uma  doença crônica e sua condição havia piorado devido ao estresse. Ele morreria da doença na batalha das Planícies de Wuzhang enquanto liderava uma equilibrada batalha contra o general de Wei Sima Yi. 

### Fim dos Três Reinos
Os longos anos de batalha entre Shu e Wei viram muitas mudanças na família Cao governante de Wei. A influência da família diminuiu após a morte de Cao Rui e o poder acabou indo parar nas mãos do regente Sima Yi e subsequentemente nas mãos de seus filhos Sima Shi e Sima Zhao.
Em Shu, Jiang Wei herdou o patrimônio de Zhuge Liang e voltou a liderar nove campanhas contra Wei por três décadas, mas acabou não conseguindo grande êxito. O imperador de Shu Liu Shan também revelou ser um governante incompetente, que confiava em oficiais corruptos. Gradualmente, Shu declinou sob o reinado de Liu Shan e foi eventualmente conquistado pelas forças de Wei. Jiang Wei tentou restaurar Shu com a ajuda de Zhong Hui, um general de Wei insatisfeito com Sima Zhao, mas seu plano falhou e ambos foram mortos pelos soldados de Wei. Logo após a queda de Shu, Sima Zhao morreu e seu filho, Sima Yan, forçou o último imperador de Wei, Cao Huan, a abdicar em seu favor. Sima Yan, então, estabeleceu a dinastia Jin para substituir o estado de Cao Wei.    
Em Wu, havia conflito interno entre os nobres desde a morte de Sun Quan. Os regentes Zhung Ke e Sun Chen tentaram, consecutivamente, usurpar o trono mas foram eventualmente afastados e eliminados em golpes. Embora a estabilidade tenha sido temporariamente restaurada em Wu, o último imperador Wu, Modi, tornou-se um tirano. Wu, o último dos Três Reinos, foi, eventualmente, conquistado pela dinastia Jin. A queda de Wu marcou o fim da quase centenária era de guerra civil conhecida historicamente como período dos Três Reinos.

## Precisão histórica
A novela se baseia em fontes históricas, como os "Registros dos Três Reinos", de Chen Shou. Outras grandes influências são "Um Novo Registro dos Contos do Mundo" (Shishuo Xinyu), de Liu Yiqing, publicado em 430, e o Sanguozhi Pinghua, uma coleção cronológica de oitenta esquetes ficcionais começando com o "Juramento do Jardim de Pêssego" e terminando com a morte de Zhuge Liang.
Sabe-se que existiram por volta de cinquenta ou sessenta peças de teatro do período Yuan ou do início da período Ming sobre os Três Reinos, com material quase inteiramente ficcional, baseado em vestígios da história real. A novela é, portanto, um retorno a uma maior ênfase na história, em comparação com esses dramas. A novela também dedicou maior atenção à importância histórica do sul da China, embora ainda mantivesse algum preconceito em relação a essa região.
O historiador da dinastia Qing Zhang Xuecheng escreveu, notoriamente, que a novela era "sete partes fato e três partes ficção". As partes ficcionais foram extraídas de diversas fontes, como histórias não oficiais, tradição oral, o Sanguozhi Pinghua e a própria imaginação do autor. Não obstante, a descrição das condições sociais e a lógica que move os personagens estão de acordo com o período histórico dos Três Reinos, criando situações e personagens verossímeis, ainda que imprecisos do ponto de vista histórico.
O Romance dos Três Reinos, como os dramas e histórias populares do período, apresenta Liu Bei e seus aliados como protagonistas: portanto, o retrato das pessoas de Shu Han foi glorificado. Os antagonistas, Cao Cao, Sun Quan e seus seguidores, em sentido oposto, são, sempre, denegridos. Isso se encaixava com o clima político da dinastia Ming, ao contrário do clima político da dinastia Jin, quando Cao Cao foi considerado o sucessor legítimo da dinastia Han. 
Algumas cenas não históricas da novela se tornaram bem conhecidas e se tornaram, subsequentemente, parte da cultura da China. 

## Análise literária
Na introdução da reimpressão de 1959 da tradução de Brewitt-Taylor, Roy Andrew Miller argumenta que o tema principal da novela é a "natureza da ambição humana", à qual Moody adiciona a relação entre política e moralidade, especialmente o conflito entre o idealismo do pensamento político confuciano e o duro realismo do legalismo, como um tema correlato. Outros temas dominantes da novela incluem: a ascensão e queda do soberano ideal (Liu Bei); o encontro do ministro ideal (Zhuge Liang); o conflito entre o soberano ideal (Liu Bei) e o vilão consumado (Cao Cao); e as crueldades e a injustiça do governo feudal ou dinástico.
As linhas de abertura da novela, "O império, há muito tempo dividido, precisa ser unificado; há muito tempo unido, precisa ser dividido. Sempre foi assim.", adicionadas por Mao Lun e Mao Zonggang na sua recensão, resumem o tema trágico da novela. Um crítico recente notou que a novela assume padrões morais e políticos e indica, ao leitor, quem são os heróis e quem são os vilões, embora os heróis sejam obrigados a efetuar decisões trágicas entre valores igualmente importantes, não somente entre o bem e o mal. Os heróis sabem que o fim do império é ordenado pelo ciclo cósmico de divisão e unidade, ainda que suas escolhas sejam morais, baseadas em lealdade, e não políticas.

## Impacto cultural
Além do famoso "Juramento do Jardim de Pêssegos", muitos provérbios chineses contemporâneos têm origem na novela: 
| Tradução | Chinês                                                                        | Interpretação |
| --- | ----------------------------------------------------------------------------- | --- |
| Irmãos são como membros, esposas e crianças são como roupas. Roupas rasgadas podem ser remendadas; como podem membros quebrados ser remendados? | 兄弟如手足，妻子如衣服。衣服破，尚可縫； 手足斷，安可續？                     | Significa que esposas e crianças, como roupas, podem ser repostas se perdidas, mas o mesmo não ocorre com irmãos (ou amigos). |
| Liu Bei "pede emprestado" a província de Jing – pede emprestado sem devolver.                                                                   | 劉備借荆州——有借無還 劉備借荆州，一借無回頭                                   | Este provérbio descreve a situação de uma pessoa que pede emprestado algo sem a intenção de devolver. |
| É só falar em Cao Cao que Cao Cao chega. | 說曹操，曹操到 說曹操曹操就到                                                 | Equivalente a "falando no diabo". Descreve a situação de uma pessoa que aparece precisamente quando se está falando dela. |
| Três curtidores fedorentos podem vencer um Zhuge Liang.                                                                                         | 三個臭皮匠, 勝過一個諸葛亮 三個臭皮匠, 賽過一個諸葛亮 三个臭裨将，頂個諸葛亮. | Três pessoas inferiores podem vencer uma pessoa superior se elas combinarem suas forças. Uma variação é "generais subordinados" (裨將; píjiàng) ao invés de "curtidores" (皮匠; píjiàng). |
| Perdendo a mulher e tendo o exército aleijado.                                                                                                  | 賠了夫人又折兵                                                                | A mulher perdida é a irmão de Sun Quan, a senhora Sun. O plano de Zhou Yu para capturar Liu Bei através de uma falsa proposta de casamento falhou e a senhora Sun realmente se tornou a esposa de Liu. Posteriormente, Zhou Yu liderou suas tropas numa tentativa de atacar Liu Bei mas caiu numa emboscada e sofreu uma esmagadora derrota. Este dito é, atualmente, usado para descrever situações em que uma pessoa tem perdas duplas num trato. |
| Wu Oriental arranja um falso casamento que se converte em um casamento de verdade.                                                              | 東吳招親——弄假成真                                                            | Quando um plano de oferecer falsamente algo a alguém dá errado e essa pessoa realmente se apropria do objeto oferecido. |
| Qualquer pessoa na rua sabe o que se passa na cabeça de Sima Zhao.                                                                              | 司馬昭之心，路人皆知                                                          | Conforme Sima Zhao gradualmente ascendeu ao poder em Wei, sua intenção de usurpar o poder se tornou cada vez mais óbvia. O jovem imperador Wei Cao Mao uma vez se lamentou aos seus ministros leais, "Qualquer pessoa na rua sabe o que se passa na cabeça de Sima Zhao (que ele queria usurpar o trono)." Este ditado é usado agora para descrever a situação em que a intenção ou ambição de uma pessoa é óbvia.                                  |
| Os jovens não deveriam ler "Margem da Água", e os velhos não deveriam ler "Três Reinos".                                                        | 少不讀水滸, 老不讀三國                                                        | O primeiro retrata as vidas de foras da lei dos pântanos e seu desafio ao sistema social, e pode ter uma influência negativa nos adolescentes, devido também a sua violência excessiva. O segundo apresenta toda sorte de fraude e estratagema e pode tentar pessoas mais velhas a praticar tais atos. |

O estilo literário adotado na novela é parte da emergência de uma escrita vernácula durante o período Ming, como parte das assim chamadas "Quatro Obras-primas" (si da qishu).

### Aspectos budistas
A novela registrou histórias de um monge budista chamado Pujing (普净), que era amigo de Guan Yu. Pujing fez sua primeira aparição durante a árdua jornada de Guan ao cruzar cinco passos e vencer seis generais. Na ocasião, ele alertou Guan sobre um complô para assassiná-lo. Como a novela foi escrita na dinastia Ming, mais de mil anos após os fatos, ela mostra que o budismo já havia se tornado, na época em que a novela foi escrita, um componente importante da corrente dominante da cultura chinesa, ainda que a novela não seja muito precisa do ponto de vista histórico. Luo Guanzhong preservou essas descrições para apoiar seu retrato de Guan como um homem fiel e virtuoso. Desde então, Guan tem sido chamado de "senhor Guan" (Guan Gong).

### Estratégias usadas em batalhas

#### Criar alguma coisa do nada
Uma estratégia para fazer uma audiência acreditar na existência de algo que de fato não existe. De modo inverso, pode ser usado para convencer outros de que nada existe, quando de fato existe. (capítulo 36)

#### Armadilha da beleza
Envie lindas mulheres ao inimigo para causar desordem. O truque pode funcionar de três modos: primeiro, o inimigo pode ficar tão fascinado pela beleza feminina que pode esquecer todo o resto. Segundo: os homens podem começar a competir pela atenção feminina, causando atritos, dificultando a cooperação e erradicando a moral. Terceiro: as outras mulheres, com ciúmes, podem começar a fazer intrigas, o que só piorará a situação. Também é conhecido como "armadilha do mel". (capítulos 55-56)

#### Cidade vazia
Quando o inimigo é superior em número e você espera ser atacado a qualquer momento, abandone todas as suas pretensões de parecer estar preparando algo de natureza militar e aja calmamente. O inimigo pensará duas vezes e achará que você está preparando uma armadilha. Deve ser usado com moderação, e somente se se tiver aptidão militar para tal. Funciona melhor se o inimigo for do tipo que pensa demais. (capítulo 95)

## Traduções
O livro foi traduzido para a língua manchu como ilan gurun-i bithe. Durante a dinastia Qing, manuais militares chineses foram avidamente traduzidos pelos manchus, que também foram atraídos pelo conteúdo militar do "Romance dos Três Reinos".

### Traduções para a língua inglesa
A novela foi traduzida para a língua inglesa por vários acadêmicos. A primeira tradução conhecida foi a de John G. Steele em 1907, e consistia na tradução de um único capítulo. Ela foi distribuída em toda a China para estudantes que aprendiam a língua inglesa em escolas missionárias presbiterianas. Z. Q. Parker publicou, em 1925, uma tradução que continha quatro episódios da novela, incluindo os eventos da Batalha dos Penhascos Vermelhos. Yang Xianyi e Gladys Yang publicaram, em 1981, trechos que compreendiam os capítulos 43-50. Uma tradução completa e fiel foi publicada em dois volumes em 1925 por Charles Henry Brewitt-Taylor, um oficial de longa data do Serviço Marítimo Alfandegário Chinês. A tradução era bem escrita, porém não possuía qualquer material suplementar, como mapas ou lista de personagens, que pudesse ajudar os leitores ocidentais. Uma reimpressão de 1959 incluiu mapas e uma introdução de Roy Andrew Miller para ajudar os leitores estrangeiros.
Em 1976, Moss Roberts publicou uma tradução resumida que continha 1/4 da novela, bem como mapas e mais de quarenta xilogravuras obtidas de três versões chinesas da novela. O resumo de Roberts é de fácil leitura, tendo sido pensado para ser usado em universidades e para ser lido pelo público em geral. Depois de décadas de trabalho, Roberts publicou uma tradução completa em 1991 com um posfácio, onze mapas, uma lista de personagens, títulos, termos e funções, e quase cem páginas de notas dos comentários de Mao Zonggang e de outras fontes acadêmicas. A tradução completa de Roberts é fiel ao texto original; é confiável e iguala o tom e o estilo do texto clássico original. Yang Ye, um professor de literatura chinesa na Universidade da Califórnia, Riverside, escreveu, na "Enciclopédia de Tradução Literária para o Inglês" (1998), que a tradução de Roberts "substitui a de Brewitt-Taylor e, sem dúvida, irá se constituir na versão definitiva para o inglês por muitos anos". A tradução de Roberts foi republicada em 1995 pela Imprensa de Línguas Estrangeiras sem as ilustrações.
Em 2014, Tuttle publicou uma nova tradução em três volumes, traduzida por Yu Sumei e editada por Ronald C. Iverson. De acordo com a editora, o livro é uma "tradução dinâmica" não resumida, pensada para ser de leitura mais fácil que traduções anteriores da novela para o inglês.

### Adaptações
A história foi recontada em inúmeros formatos, como séries de televisão, mangá e jogos eletrônicos.